# Maurice Adrey
 (février 2021).
Si vous disposez d'ouvrages ou d'articles de référence ou si vous connaissez des sites web de qualité traitant du thème abordé ici, merci de compléter l'article en donnant les références utiles à sa vérifiabilité et en les liant à la section « Notes et références ».
Maurice Adrey, né le 16 août 1899 à Oran et mort le 30 avril 1950 à Paris 14e, est un artiste peintre français.

## Biographie
Après une enfance passée dans sa ville natale, dans une famille juive oranaise, il entame des études artistiques. D'abord à l'école des beaux-arts d'Oran sous la direction d'Augustin Ferrando, puis à l'École des beaux-arts d'Alger sous la direction de Léon Cauvy.
Il s'installe en 1918 à Paris. Il fréquente l'atelier de Fernand Cormon avec Armand Assus et partage une vie de bohème à Montparnasse avec Louis Fernez.
En 1926, il revient à Oran et ses talents de portraitiste s'affirment. Il rencontre Albert Camus. Le musée de la ville fait l'acquisition d'une de ses œuvres : le Tableau de famille. Il poursuit sa formation artistique lors d'un séjour à Madrid en 1935-1936 où il fait partie de la 8e promotion artistique de la Casa de Velázquez. 
En 1941, le conseil municipal d'Alger, par l'intermédiaire de Léon Claro, lui commande la réalisation d'un panneau mural destiné au Foyer civique. Après l'arrivée des Américains en Algérie, il s'engage dans l'armée française de la libération, il est inscrit chez les Français libres dès décembre 1942. Son compatriote Jean Daniel combat dans le même bataillon.
Sa carrière se déroule entre Oran et Paris jusqu'à son suicide en 1950.
Maurice Adrey développa un art d'un fauvisme assagi, principalement voué aux portraits des communautés israélites et arabes.

## Prix et expositions
- 1927, Oran, hôtel Continental; Natures mortes.
- 1932, boursier de la Casa de Velazquez.
- 1939, Grand Prix artistique de l'Algérie.
- 1941, Tunis, exposition artistique de l'Afrique française, Nature morte, enfant arabe.
- 1994, Lourmarin, exposition des peintres amis d'Albert Camus, Portrait d'Icalfon dit Baba

Œuvres principales conservées au Musée national des beaux-arts d'Alger : Intérieur, Intérieur d'une maison à Oran, Nature morte à la Vierge et Femme au seuil d'une maison.